# Bert Pribac
Bert Pribac (u matičnoj knjizi zapisan kao Herbert, a u nekim natuknicama je i Umberto ili Humbert), (Srgaši/Sergaši kraj Kopra, 16. siječnja 1933.) slovenski pjesnik, prevoditelj i knjižničar, slovenski iredentist

## Životopis
Rođen u Sergašima kraj Kopra. Talijansku pučku školu završio je u Gažonu, a gimnaziju 1955. u Kopru. Apsolvirao je, položivši sve ispite, 1959. komparativnu književnost na Sveučilištu u Ljubljani, ali nije diplomirao jer nakon sukoba s ondašnjim vlastima iste godine odlazi u Njemačku. Sljedeće godine emigrira u Australiju gdje je završio školu za knjižničara i magistrirao medicinsko bibliotekarstvo na Sveučilištu Novog Južnog Walesa u Sidneyu. Radio je u Australskoj nacionalnoj knjižnici te kao knjižničar i dokumentarist u australskom saveznom ministarstvu zdravlja u Canberri, a bio je i povremeni savjetnik za zdravstvenu informatiku Svjetske zdravstvene organizacije (WHO). Piše pjesme na slovenskom i engleskom, napisao je nekoliko beletrističkih knjiga na slovenskom i više stručnih knjiga i članaka na engleskom. Poznata je njegova bibliografija australske medicine i zdravstvenih službi te HEMLOC, prvi umreženi online katalog u Australiji za medicinsku literaturu. Pjesme je objavljivao u raznim časopisima u Sloveniji i inozemstvu, izašle su i u nekoliko antologija. Izdao je zbirke "Bronasti tolkač" (1962., dopunjeni pretisak 2000.), "V kljunu golobice" (1973.), "Prozorni ljudje (1991.), "Kiss me, Koštabona, poljubi me" (2003.), "Vonj po jasminu" (2008.). Objavio je zbirku prijevoda australske suvremene poezije "Vesolje okrog kuščarja" i antologiju australskih domorodačkih, aboridžinskih pjesama "Konec sanjske dobe", obje 2003., na engleski je kao suautor preveo izbor pjesama Srečka Kosovela. Na internetu je objavio zbirku pjesama na engleskom "Winds from the Brindabellas, suautor je knjige "Istra v poeziji" (2011.). Napisao je i veći broj članaka i rasprava o problematici slovenstva, Istre, vjere i iseljeništva. U Sloveniju se počeo vraćati krajem 1980-ih, a od 2003. stalno živi u rodnim Srgašima. Član je Društva slovenskih pisaca i društva za oživljavanje Kopra Capris, a poznat je i kao zagovornik pripadanja Savudrije i Savudrijske vale Sloveniji.

## Vanjske poveznice
- WorldCat
- VIAF
- CONOR.SI  Arhivirana inačica izvorne stranice od 10. ožujka 2018. (Wayback Machine)
- ICCU  Arhivirana inačica izvorne stranice od 14. veljače 2021. (Wayback Machine)